# Битва за Танушевци
Битва за Танушевци — первая битва в ходе конфликта 2001 года в Бывшей Югославской Республике Македония между Армией национального освобождения (АНО) и вооружёнными силами БЮРМ.

## Предыстория
Повстанцы, принадлежащие Армии национального освобождения (НОА), напали на полицейский участок в Теарце, в результате чего один полицейский погиб, а трое получили ранения. Этот инцидент в конечном итоге спровоцировал конфликта 2001 года в БЮРМ.

## Ход битвы
17 февраля 2001 боевики АНО в масках вошли в село Танушевци и похитили съёмочную группу телепередач. В ответ полиция БЮРМ в тот же день попыталась проникнуть в деревню, но встретила ожесточенную стрельбу со стороны боевиков АНО, что положило начало бою в деревне. 26 февраля войска БЮРМ вступили в бой с АНО, который длился несколько часов. В конечном итоге их силам удалось заставить АНО отступить через границу в Косово. Вскоре после этого АНО предприняла ещё одну попытку снова получить контроль над село, и 1 марта АНО вынудила войска БЮРМ отступить из Танушевци и установила там свой контроль.

## Последствия
2 марта НАТО сообщила БЮРМ что она активно следит за деятельностью группы из примерно 100 повстанцев из числа этнических албанцев, которые взяли под свой контроль село Танушевци после битвы. Кроме того, НАТО подтвердила свою приверженность этому вопросу.
4 марта повстанцы АНО устроили засаду на правительственные войска возле Танушевци. Полицейская машина наехала на мину, в результате чего погибли двое полицейских. Повстанцы открыли огонь по армейским силам, в результате чего погиб один солдат.